# روسلان اوتورچنکو
روسلان اوتورچنکو (انگلیسی: Ruslan Otverchenko؛ زادهٔ ۶ ژانویهٔ ۱۹۹۰) بازیکن بسکتبال اهل اوکراین است.